# Archivo Bauhaus
El Archivo Bauhaus (en alemán: Bauhaus-Archiv) es un archivo nacional de Alemania y museo de diseño arquitectónico ubicado en el distrito de Berlín-Mitte, en la capital alemana. Tiene por objetivo coleccionar objetos y materiales relacionados con la escuela Bauhaus —incluyendo elementos históricos, documentos, textos originales y literatura—, estudiarlos y ponerlos a disposición del público.
El archivo abarca la colección más extensa del mundo de su tipo. Aunque existen espacios museísticos abiertos que reúnen edificios al estilo Bauhaus que abarcan calles enteras, el mayor ellos siendo la Ciudad Blanca de Tel Aviv, es el museo berlinés el que más material reúne sobre el arte en sí, su historia, influencias y personas clave.
Actualmente (marzo de 2023) el museo se encuentra cerrado por reformas, ofreciendo un espacio alternativo en el distrito de Charlottenburg, donde se exponen algunas de sus colecciones.

## Historia
El Archivo Bauhaus fue fundado en 1960 por el historiador del arte Hans Maria Wingler en Darmstadt, con el apoyo de algunos prominentes miembros de la Bauhaus, como Walter Gropius. La colección fue creciendo rápidamente, por lo que hubo que encontrarle un sitio más adecuado, preferiblemente en un edificio diseñado especialmente para albergarlo. Los primeros planos trazados por Gropius en 1964 contemplaban la construcción de un nuevo edificio en el Parque de las Rosas de Darmstadt (Darmstädter Rosenhöhe), pero no se pudieron llevar a cabo debido a la política de las autoridades locales.

En una de sus visitas a Berlín, Gropius despertó el interés de uno de los senadores de la ciudad, aficionado a la arquitectura, logrando que la cámara regional estuviera dispuesta a proporcionar terrenos y fondos para el museo. En 1971, el Archivo Bauhaus se trasladó a una sede temporal en la capital alemana. Se modificó casi por completo el diseño original de Gropius, tanto por la necesidad de adaptarlo a su nueva ubicación, a orillas del Landwehrkanal, como por imposiciones administrativas. El nuevo edificio, diseñado por The Architects' Collaborative (el afamado estudio de arquitectura creado por el propio Gropius), solo conservó del diseño original la llamativa silueta del techo y poco más. El proceso burocrático propició que la primera piedra no se colocara hasta mediados de 1976, y que la entrega del edificio acabado al museo solo se efectuara en 1979.

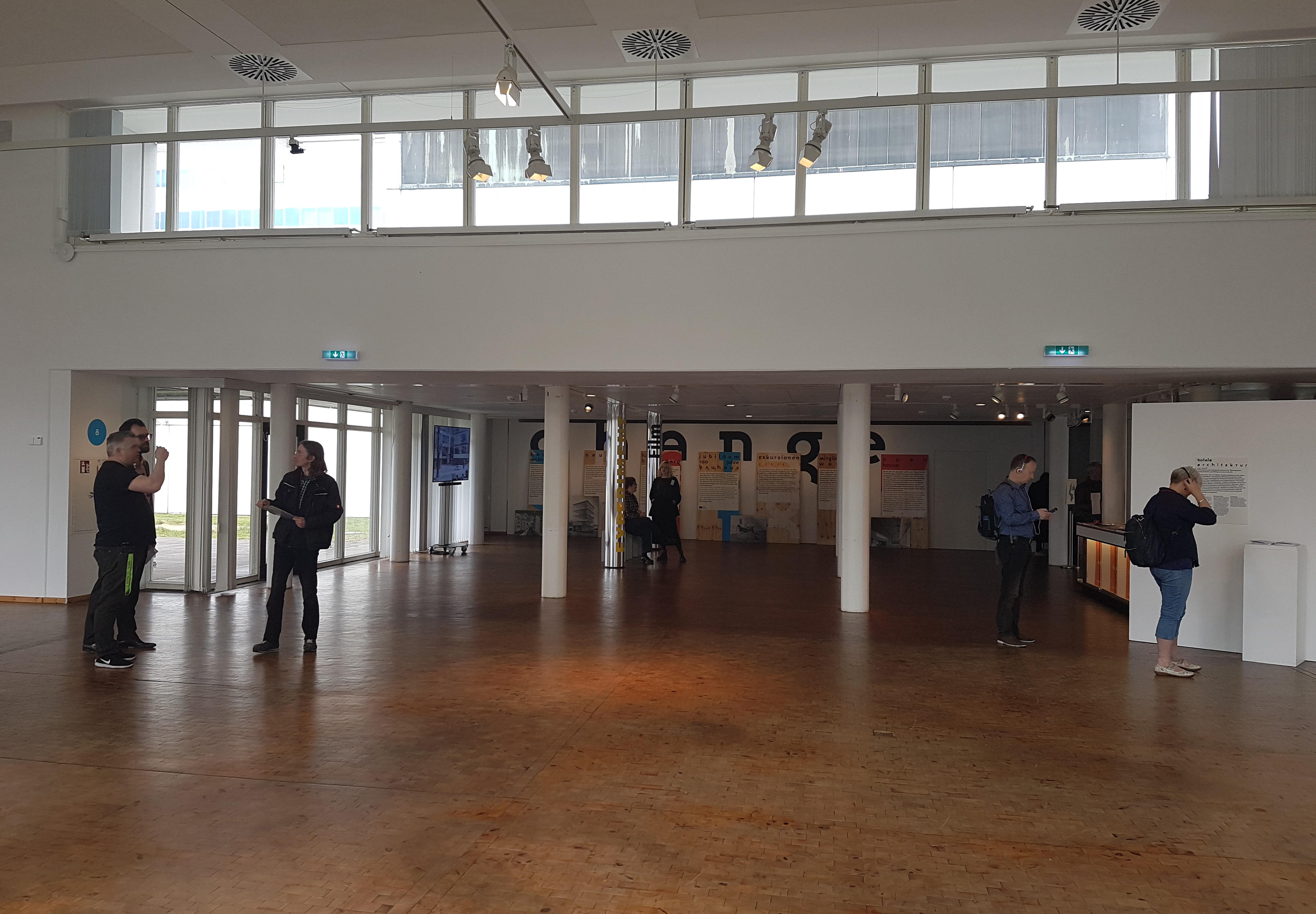
Vestíbulo del Archivo Bauhaus

El edificio es considerado de las obras del modernismo más destacadas de Berlín de la segunda mitad del siglo xx. En 1997, recibió la calificación de monumento, convirtiéndose por tanto en un edificio protegido. En 2005, fue utilizado como escenario para las películas V for Vendetta y Æon Flux.

## Exposición y colecciones

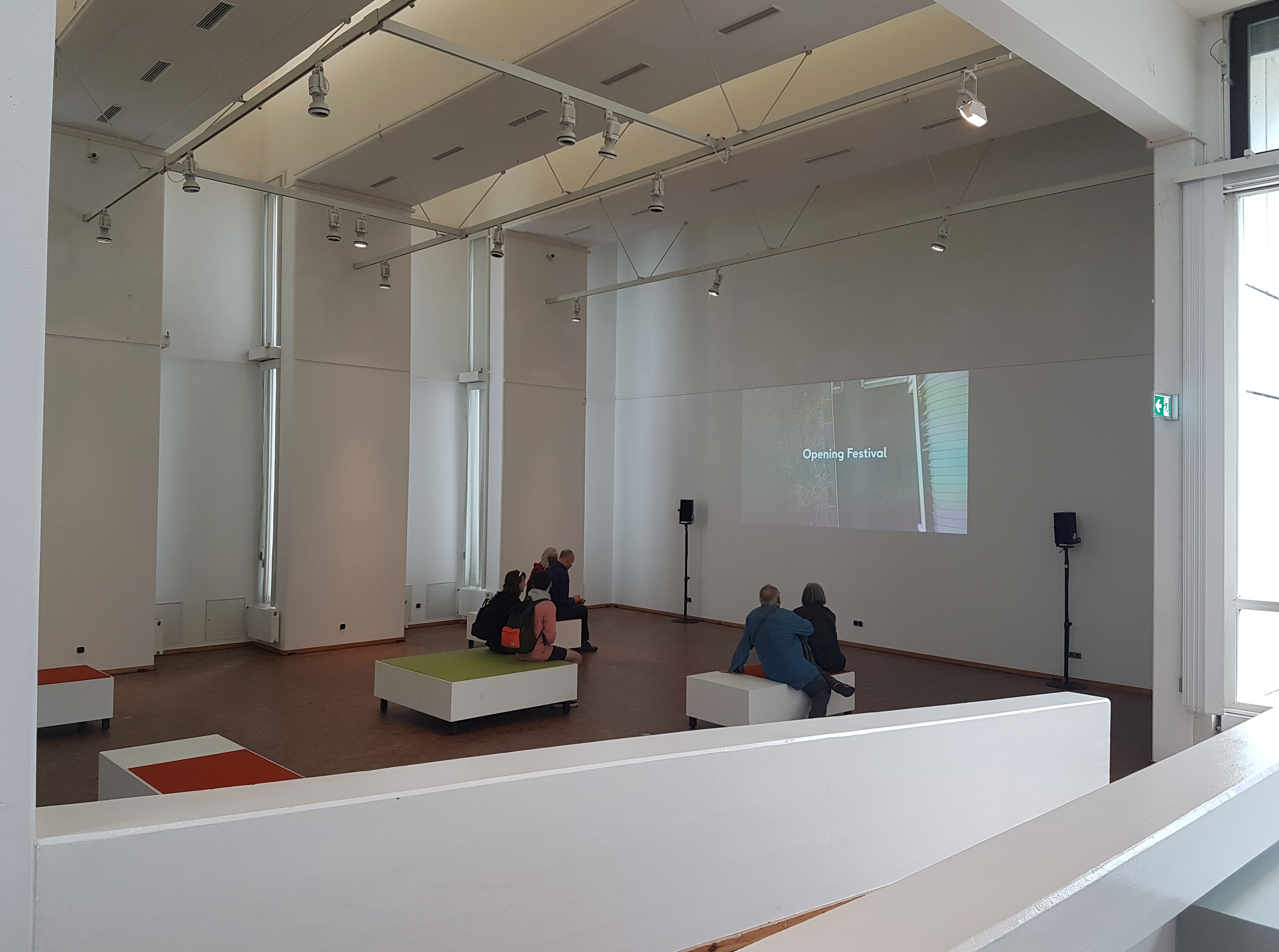
Exposición audiovisual en el Archivo Bauhaus

Las colecciones del Archivo Bauhaus documentan la historia de la Bauhaus y sus influencias artísticas, pedagógicas y arquitectónicas. El inventario incluye piezas relacionadas con la faceta educativa de la escuela Bauhaus, trabajos de taller, planos y maquetas arquitectónicas, fotografías y documentos, muchos de los cuales están disponible en la extensa biblioteca del museo.
El museo alberga además una amplia colección de cuadros, dibujos, esculturas, acuarelas y grabados realizados por profesores y alumnos de la Bauhaus (tanto durante como después de la era Bauhaus), incluyendo obras de Lyonel Feininger, Johannes Itten, Paul Klee, Vasili Kandinski, Laszlo Moholy-Nagy y Oskar Schlemmer. El inventario también incluye obras comerciales, así como materiales de las clases y cursos de formación de la escuela original.
Un aspecto importante del archivo es el haber juntado una inmensa cantidad de documentos —entre cartas, manuscritos y folletos publicitarios— relacionados con las primeras actividades y las ideas fundamentales, tanto artísticas como culturales, de la Bauhaus. Walter Gropius puso a disposición del museo su archivo personal de documentos históricos de la escuela.
Además de la exposición permanente, el museo organiza cada año varias exhibiciones especiales en torno a su temática principal.

## Actividades y peculiaridades
Más allá de las exhibiciones, se ofrecen conferencias, talleres y mesas redondas a lo largo de todo el año, que reúnen a historiadores, artistas, investigadores y estudiantes, con ponencias y debates sobre arte y arquitectura en general, y la escuela Bauhaus en particular.
En las últimas décadas, el museo ha ido implicándose cada vez más en temas de actualidad relacionados con el diseño y la arquitectura contemporánea. En 2014, se construyó un pabellón temporal de eventos en el patio principal del museo, donde, a partir del comienzo de las obras de remodelación y ampliación del edificio (2018), tienen lugar muchos de los actuales eventos y exhibiciones.

### bayer next
En 2014, el Archivo Bauhaus desarrolló su propia tipografía, que se convirtió en parte de su marca, con la que se presenta en todas las publicaciones. El tipo de letra recibió el nombre bayer next, en honor a Herbert Bayer, arquitecto, impresor y fotógrafo austríaco, considerado de los padres de la publicidad moderna, y discípulo de la escuela Bauhaus (de la que luego sería profesor y promotor).